# Subterranean Jungle
Subterranean Jungle je sedmé studiové album americké skupiny Ramones. Jeho nahrávání probíhalo v prosinci 1982 na Long Islandu. Album produkovali Ritchie Cordell a Glen Kolotkin a vyšlo v únoru 1983 u Sire Records.

## Seznam skladeb
| Pořadí         | Název                                               | Autor                            | Délka |
| -------------- | --------------------------------------------------- | -------------------------------- | ----- |
| 1.             | Little Bit O' Soul                                  | Kenneth Hawker, John Shakespeare | 2:43  |
| 2.             | I Need Your Love                                    | Bobby Dee Waxman                 | 3:03  |
| 3.             | Outsider                                            | Dee Dee Ramone                   | 2:10  |
| 4.             | What'd Ya Do?                                       | Joey Ramone                      | 2:24  |
| 5.             | Highest Trails Above                                | Dee Dee Ramone                   | 2:09  |
| 6.             | Somebody Like Me                                    | Dee Dee Ramone                   | 2:34  |
| 7.             | Psycho Therapy                                      | Dee Dee Ramone, Johnny Ramone    | 2:35  |
| 8.             | Time Has Come Today                                 | Willie Chambers, Joseph Chambers | 4:25  |
| 9.             | My-My Kind of a Girl                                | Joey Ramone                      | 3:31  |
| 10.            | In the Park                                         | Dee Dee Ramone                   | 2:34  |
| 11.            | Time Bomb                                           | Dee Dee Ramone                   | 2:09  |
| 12.            | Everytime I Eat Vegetables It Makes Me Think of You | Joey Ramone                      | 3:04  |
| Celková délka: | Celková délka:                                      | Celková délka:                   | 33:21 |

| Bonusy na reedici z roku 2002 | Bonusy na reedici z roku 2002       | Bonusy na reedici z roku 2002           | Bonusy na reedici z roku 2002 |
| Pořadí                        | Název                               | Autor                                   | Délka                         |
| ----------------------------- | ----------------------------------- | --------------------------------------- | ----------------------------- |
| 13.                           | Indian Giver (původní mix)          | Bobby Bloom, Ritchie Cordell, Bo Gentry | 2:45                          |
| 14.                           | New Girl in Town                    | Ramones                                 | 3:33                          |
| 15.                           | No One to Blame (demo)              | Ramones                                 | 3:33                          |
| 16.                           | Roots of Hatred (demo)              | Ramones                                 | 3:36                          |
| 17.                           | Bumming Along (demo)                | Ramones                                 | 2:20                          |
| 18.                           | Unhappy Girl (demo)                 | Ramones                                 | 2:20                          |
| 19.                           | My-My Kind of Girl (akustické demo) | Joey Ramone                             | 3:10                          |
| Celková délka:                | Celková délka:                      | Celková délka:                          | 51:29                         |

## Obsazení
- Joey Ramone – zpěv
- Johnny Ramone – kytara
- Dee Dee Ramone – baskytara, doprovodný zpěv
- Marky Ramone – bicí
- Walter Lure – kytara